# Бикини
Бики́ни (англ. Bikini) — открытый женский купальник, состоящий из двух отдельных элементов, один из которых прикрывает грудь, другой — пах и ягодицы. Существуют разновидности бикини, различающиеся формой и размерами частей. Пришёл на смену закрытым купальникам.

Согласно Толковому словарю русского языка С. И. Ожегова, Н. Ю. Шведовой, 
БИКИНИ (нескл., ср.) — женский купальный костюм: узкий бюстгальтер и плавки, не доходящие до талии.

## История
Вплоть до середины XX века купальный костюм оставался довольно строгим и закрывал бо́льшую часть тела[уточнить].
Создателем современных бикини считается парижский модельер Луи Реар (Louis Réard), «усовершенствовавший» созданную несколькими месяцами ранее Жаком Эймом модель купального костюма «Атом». Бикини были впервые продемонстрированы на публике 5 июля 1946 танцовщицей из Казино де Пари Мишелин Бернардини. Новая модель купальника была названа по атоллу Бикини, на котором четырьмя днями ранее США провели ядерные испытания. В то время Луи Реар конкурировал с другим дизайнером Жаком Хаймом (фр. Jacques Heim), который, описывая минималистический купальник, назвал его «Атом» (то есть неделимый). В то время популяризировались ядерные испытания, и в ответ конкуренту Луи Реар описал свою модель как «разделённый атом» (англ. split the atome, как две минималистичные части купальника). Таким образом, рекламный слоган, сопровождавший выпуск новой модели, использовал параллели с ядерным распадом: «Бикини — разделённый Атом!».
Потребовалось более десяти лет, прежде чем бикини перестали шокировать публику и вошли в моду. Значительный вклад в популяризацию бикини в 1950-е годы внесли актрисы Брижит Бардо и Мэрилин Монро.
В июне 1960 года вышел сингл Брайана Хайланда «Itsy Bitsy Teenie Weenie Yellow Polkadot Bikini». Песня рассказывала о молодой девушке, которая слишком застенчива, чтобы надеть на пляже своё новое жёлтое бикини в горошек. Песня стала хитом и попала на первое место в чарте Billboard Hot 100. Постепенно купальники бикини стали проникать в кинематограф. Одним из самых известных появлений бикини в кино принято считать белое бикини Урсулы Андресс, показанное в первом фильме о Джеймсе Бонде «Доктор Ноу» (1962). Отдавая дань уважения этому знаковому образу, Хэлли Берри появилась в подобном бикини, только уже оранжевого цвета, в двадцатом фильме о Бонде «Умри, но не сейчас» (2002).
В журнале Playboy девушка в бикини на обложке появилась в 1962 году. На обложке первого номера журнала о купальниках Sports Illustrated Swimsuit Issue, вышедшего в 1964 году, также красовалась девушка в бикини.
В 1963 году в прокат вышел молодёжный фильм «Пляжная вечеринка». Действие фильма происходило на пляже, где все девушки были одеты в бикини. Звезда этого фильма Аннетт Фуничелло окончательно сделала бикини популярной пляжной одеждой среди подростков. У фильма «Пляжная вечеринка» было большое количество продолжений, который выходили тогда же в середине 60-х. Далее последовали различные необычные бикини. Ракель Уэлч в фильме «Миллион лет до нашей эры» (1966) носила меховое бикини. Принцесса Лея в фильме «Звёздные войны. Эпизод VI: Возвращение джедая» (1983), оказавшись в рабстве, была вынуждена носить металлическое бикини. В числе знаковых появлений бикини в кино журнал Time также отмечает фильм «Весёлые времена в школе Риджмонт», а именно сцену, когда Фиби Кейтс выходит из бассейна.
В 90-х годах пляжный волейбол был признан олимпийской дисциплиной и на Олимпийских играх в Атланте в 1996 году был разыгран первый комплект медалей в этом виде спорта. Бикини стали официальной формой для этих спортсменок. В 1997 году девушкам на конкурсе «Мисс Америка» было разрешено носить бикини. До этого времени во время показа купальников конкурсантки появлялись на сцене только в цельных купальниках.

## Бикини в качестве профессиональной одежды

### Спортивная форма
Одежда, напоминающая бикини, использовалась женщинами для занятий спортом ещё в Древнем Риме. На древнеримских фресках археолого-культурного комплекса «Вилла Романа дель Казале», находящегося в Пьяцца-Армерино (Сицилия), на настенных мозаичных фресках изображены девушки в одежде, очень напоминающей современное бикини, которые занимаются различными видами спорта — бегом, метанием диска, игрой в мяч и прочими.
Современные бикини — официальная женская спортивная форма на соревнованиях по пляжному волейболу,
а также по пилонной гимнастике, пляжному футболу, пляжному гандболу, современному пятиборью, воднолыжному спорту, сёрфингу, пляжному теннису, бодибилдингу, лёгкой атлетике и латиноамериканским спортивным танцам (самба, румба, сальса, ча-ча-ча).
Верхняя часть спортивных бикини для занятий плаванием, лёгкой атлетикой и пляжным волейболом представляет собой очень короткую футболку, майку или топ с резинкой внизу и без всяких завязок или застёжек. Трусы также не имеют завязок и застёжек. Такие бикини шьются из лёгких и прочных трикотажных синтетических материалов с высокой влаго- и теплоотдачей. На соревнованиях по пляжному волейболу спортсменки первое время играли в обычных бикини-купальниках, сверху которых надевалась майка с названием команды и фамилией участницы. Потом для пляжного волейбола были разработаны особые спортивные бикини.
Выпускают и специальные спортивные бикини-гидрокостюмы для дайвинга. Их часто шьют из неопрена ярких цветов (голубого, розового, оранжевого, красного, жёлтого, салатового) со светоотражающими или люминесцентными свойствами. Нередко они имеют широкие пояса для крепления снаряжения.
- Спортивные бикини для пилонной гимнастики
- Спортивные бикини для пляжного волейбола
- Спортивные бикини для лёгкой атлетики

Бикини также носят девушки, не являющиеся спортсменками, но тем не менее выполняющие вспомогательные роли в спортивных состязаниях, например:
- «ринг-гёрлз» — девушки, которые анонсируют раунды во время боксёрских и борцовских шоу-поединков;
- «грид-гёрлз» (также Race queen (анг.) королевы автогонок, «джетт-герлз» и «пит-гёрлз») — девушки, которые на автогонках выводят пилотов на стартовые позиции («решётки» англ. grid), держат над участниками соревнований солнцезащитные зонтики, вручают награды, а также просто украшают своим видом различные автошоу.
- девушки из групп чирлидинга (поддержки), занимающиеся привлечением зрителей (болельщиков) на стадионы и в спортивные залы с целью популяризации физкультуры и спорта, созданием благоприятного морально-психологического климата на соревнованиях, уменьшением агрессивного настроения болельщиков-фанатов, созданием обстановки «позитивного фанатизма» и управлением эмоциями фанатов; поддержка спортивных команд, участвующих в матче, активизацией и разнообразием рекламно-имиджевой работы на спортивных мероприятиях. В своей работе девушки групп поддержки сочетают элементы шоу и зрелищных видов спорта (танцы, гимнастика, акробатика). В настоящее время[когда?] чирлидинг признан самостоятельным видом спорта и по нему проводятся соревнования.

- «Ринг-гёрл» в бикини
- «Грид-гёрлз» в бикини
- Спортивные бикини для чирлидинга

### Сценический костюм
Сценические бикини обычно не предназначены для купания, за исключением тех бикини, которые используют артистки-дрессировщицы в аква-шоу.
Они часто шьются по индивидуальному заказу, в единственном экземпляре, из дорогих, ярких тканей, имеют металлические и кожаные вставки, украшаются аппликациями, бисером, перламутром, стразами, искусственными цветами, мехом и перьями.
Дефиле в бикини сейчас является обязательным этапом проводящихся во всем мире многочисленных конкурсов красоты.
Бикини является сценическим костюмом эстрадных поп-див: Мадонны, Леди Гаги, Бритни Спирс, Шакиры и других.
В сценических бикини также часто выступают и артистки цирков, мюзик-холлов, стриптиз- и бурлеск-шоу, кабаре и варьете.
В сценические бикини наряжаются и участницы косплей и ролевых игр живого действия — костюмированных игр с персонажами книг, мультфильмов, аниме, видеоигр, фильмов, комиксов, легенд и мифов.
Бикини для выступлений на соревнованиях по пилонной гимнастике, спортивным танцам, чирлидингу, реслингу и бодибилдингу являются одновременно и спортивной формой, и сценическими костюмами.
- Артистка бурлеск-шоу в сценическом бикини
- Танцовщица кабаре в сценическом бикини
- Танцовщицы самбы в бикини
- Певица Леди Гага в сценическом костюме-бикини богини Венеры
- Участница косплея по мотивам фантастической саги «Звёздные войны» в сценическом костюме-бикини принцессы Леи

### Униформа
По мнению маркетологов, красивые полуобнажённые девушки способны привлечь внимание потенциальных клиентов к предлагаемым товарам и услугам и повысить их продажи, поэтому бикини нередко также являются и профессиональной одеждой промоутер-моделей, в частности хостес и «гравюр-идолов».
На различных выставках и презентациях в бикини нередко появляются «хостес» — девушки, играющие роль зазывал и отвечающие за развлечение публики.
Чаще всего едва одетые девушки привлекают внимание гостей к рекламным стендам и выставленным товарам. На бикини хостес обычно наносится логотип компании, которую представляет на выставке девушка. Известен случай, когда устроители конференции наложили штраф на участников из-за слишком открытой одежды хостес.
Гравюр-идолы — японские, филиппинские, тайваньские и гонконгские модели, специализирующиеся на рекламных показах купальников и товаров, связанных с водными видами спорта и с летним отдыхом (шезлонгов, надувных плавательных бассейнов) в торговых центрах, рекламных клипах и так далее.
- Девушка-хостес в бикини на Международной выставке ЭКСПО-2012 в Лас-Вегасе (США)
- «Гравюр-идолы» на Акихабаре
- Девушка — мойщица автомобилей в бикини

## Современные модели бикини
Большинство современных моделей бикини имеют собственные названия, хотя и менее распространённые в русском языке. Ниже представлены основные виды купальников бикини:
| Название              | Пример | Описание |
| --------------------- | ------ | --- |
| Классическое бикини   |        | Это самый первый вариант бикини. Состоит из двух отдельных частей: бюстгальтера и плавок. |
| Бикини-стринг         |        | Оно же — бикини «на шнурочках» (англ. string). От классических отличаются тем, что треугольники в верхней и нижней части купальника соединены шнурком или шнурками, которые иногда необходимо завязывать в узел. |
| Танкини               |        | Комплект бикини, в котором вместо традиционного верха используется танк-топ. |
| Бандокини             |        | Купальник с лифом-повязкой без бретелей. У бандокини есть разновидность бандини с более широким лифом, который может доходить до талии. |
| Буркини               |        | Бурка (паранджа) + бикини, также бодикини — купальник для женщин-мусульманок. Производится из 100 % полиэстера, состоит из двух частей, имеет плотно сидящий на голове капюшон и отвечает всем требованиям шариата (исламского права) к одежде женщин. По своему покрою буркини близок к пижаме и закрывает всё тело женщины за исключением стоп, ладоней и лица. Существуют также модели буркини для занятий не только плаванием, но и другими видами спорта.                  |
| Фейскини              |        | Буркини с балаклавой для нежелающих получить загар. Популярен в Китае. |
| Монокини              |        | Купальник из одной (mono) нижней части для загорания топлес. Также монокини называют слитный купальник, но более открытый, чем традиционный. |
| Скёртини (свим-дресс) |        | Купальник, нижняя часть которого представляет собой юбочку (англ. skirt) — прямую или с воланами, цельнокроеную или составную. Юбка может полностью закрывать трусики и доходить до середины бедра, а может иметь вид широкого пояса или своеобразной драпировки. |
| Микрокини             |        | Крошечный купальник, состоящий из полосок или тонких шнуров и трёх крошечных участках материала. Обеспечивает самое минимальное прикрытие тела (соски и гениталии). |
| Стикини               |        | Модель бикини, в которой верх заменён наклейками на соски из материала с низкими адгезионными свойствами (силиконизированная ткань, бумага или плёночный синтетический материал), не пропускающего УФ-лучи. Разновидность монокини-плавок. |
| Трикини               |        | Изначально трикини называли купальник, где верх состоял из двух отдельных треугольников, не соединённых между собой (отсюда и название: 2 верхние части плюс нижняя — итого три). Как вариант, разные производители его ещё называли strapless bikini и no string bikini (для отличия от стринг-бикини). В некоторых языках название трикини закрепилось за слинг-бикини. |
| Слинг-бикини          |        | Представляет собой сочетание открытого и закрытого купальников. Модель из трёх компонентов (возможно, именно из-за этого его иногда ошибочно называют трикини) — трусиков, лифа и соединяющей их средней части. Существует также распространённый вариант трикини с двумя соединительными полосками, соединяющими верхнюю и нижнюю части, но оставляющими открытым живот. Соединение верха и низа в таком купальнике просто символично и выполняет скорее декоративную функцию. |
| Спортивное бикини     |        | Состоит из коротких трусиков, не доходящих до пупка, и эластичного топа. В таком костюме состязаются легкоатлетки. |
| Манкини               |        | Мужской бикини (от man и bikini). Приобрёл популярность благодаря актёру Саше Коэну и его персонажу Борату после выхода фильма «Борат: культурные исследования Америки в пользу славного государства Казахстан». Особенно популярны цвета «ядовитых» оттенков жёлтого, салатового или розового цветов. Слово «манкини» было включено в новое издание престижного словаря английского языка Collins English Dictionary.                                                          |

В зависимости от вида плавок различают: классическое бикини, мини-бикини (бикини-танга), микро-бикини (бразильское бикини), бикини-шорты.

## Галерея
- Бикини для бодибилдинга
- Бикини для пляжного волейбола
- Певица Шакира в сценическом бикини на гастролях в Париже в 2010 году
- Цирковая гимнастка на воздушных полотнах в сценическом бикини
- Юные неаполитанки в купальниках. Италия, 1948 год
- Актриса Мими Кок в бикини, 1951 год
- Купальники фирмы Gottex (Израиль) из модельного ряда 1961 года
- Бикини начала 1970-х годов
- Немецкие девушки в бикини. Берлин-Панков, Фрайбад, 1986 год
- Бикини начала 1990-х годов
- Активистки PETA в бикини из листьев салата
- Знак запрета ношения бикини